# Romney (oveja)
Romney, o llamada Tati Ovejera o además ovejas de Kent, es una raza de ovinos procedente de Inglaterra, de la llamada región de Sun and Green, fue reconocida en Inglaterra en el año 1800, se han exportado ejemplares a otros continentes, la Romney es una raza ovina económicamente importante, de doble propósito, por su carne y por su lana.

## Características
Su origen es británico, se la cría con doble propósito, su  vellón es de lana media, notable prolificidad, pudiendo en muchos casos ser mellicera, es robusta, puede vivir en zonas de mucha humedad de climas templados. Los productores buscan ejemplares sin lana en la cara, sus vellones son semiabiertos y da mechas de puntas largas, el diámetro de las mismas es de 33 a 35 μm, el peso de un macho desarrollado está entre los 85 y 90 kg y el peso de las hembras maduras es de 75 a 80 kg.